# Allure of the Seas
Allure of the Seas је био највећи брод на свијету док га није престигла Хармонија мора.Овим бродом управља "Royal Caribbean International". Трошак његове израде износи око 1,2 милијарде америчких долара. Први пут је покренут 20. новембра 2009. године, а на прво путовање је кренуо првог децембра 2010. године. Дугачак је 362 метра и широк 60,5 метара. Може да прими највише до 6,296 путника и 2,384 чланова посаде. Највећа могућа брзина је 41,9 km/h. 